# Шаньшань

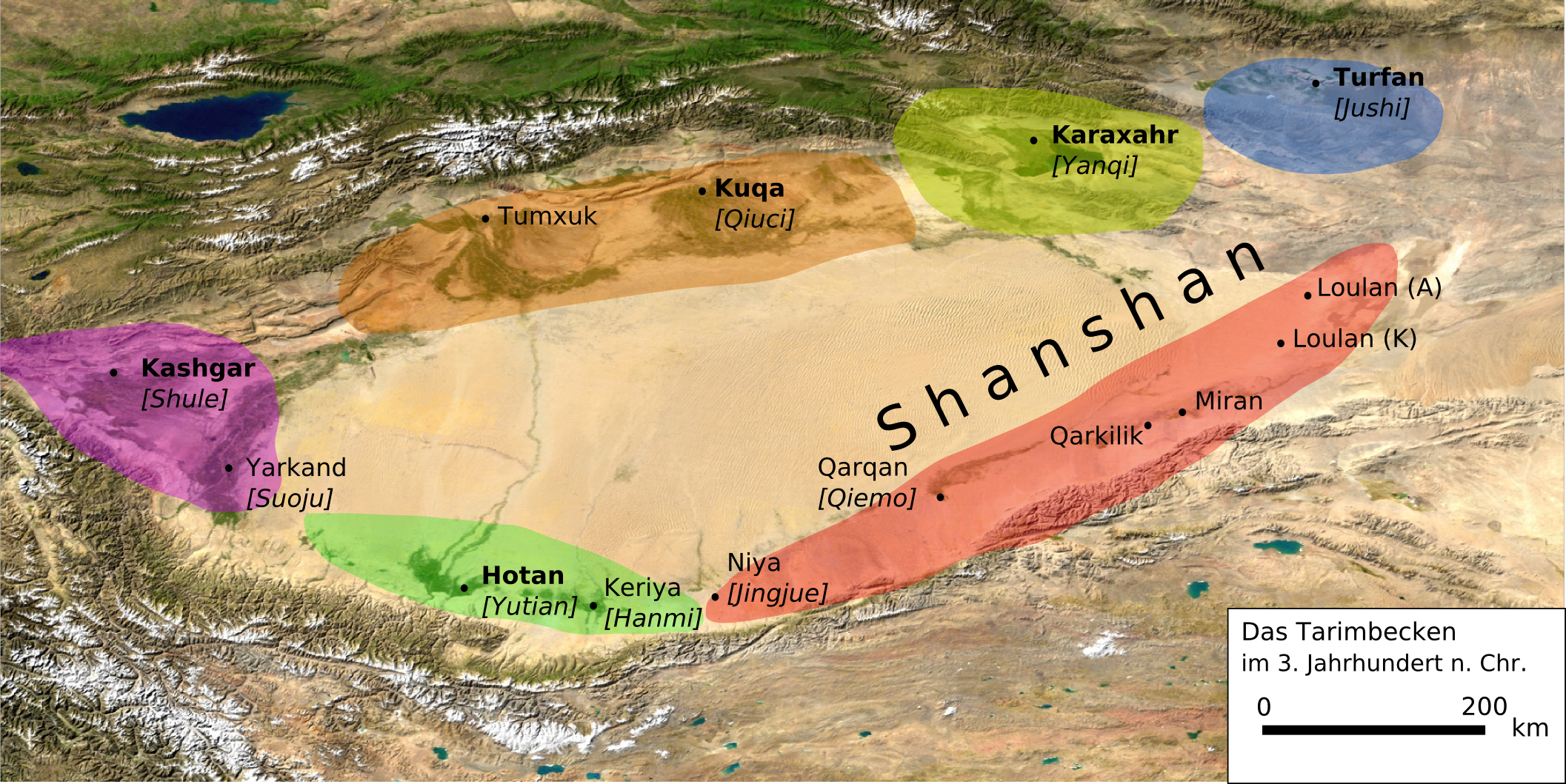
Государства Таримской впадины в III веке

Шаньшань (кит. трад. 鄯善, пиньинь Shànshàn) — древнее царство, располагавшееся на юго-восточной окраине Таримской впадины.
В 77 году до н. э. китайский посланник Фу Цзецзы убил Чангуя, правившего в оазисе Лоулань, и посадил на престол его родственника Вэйтуши. Государство при этом было переименовано из Лоулань в Шаньшань.
Из-за стратегического положения царства Шаньшань на Великом шёлковом пути за него долгое время боролись империя Хань и сюнну. В 260 году генерал Со Мань основал в Лоулане военное поселение. В 330 году река Тарим изменила русло, и из-за отсутствия воды китайский гарнизон был вынужден переместиться на 50 км южнее, в Хайтоу. В 339 году в царстве Шаньшань остановился на 17 дней монах Фасянь, описавший его в своих путевых записках. В 442 году царство было захвачено Цзюйцюй Ухуэем из бывшего государства Северная Лян, правитель бежал в Черчен. Затем Цзюйцюй Ухуэй захватил Гаочан и перенёс свою ставку туда, а эти земли из-за опустынивания оказались заброшены.